# コンストラクション・タイム・アゲイン
『コンストラクション・タイム・アゲイン』 (Construction Time Again)はイギリスのシンセポップバンド、デペッシュ・モードの3枚目のスタジオ・アルバム。1983年8月22日発売。

## 概要
前作リリース前にバンドの4人目のメンバーとして採用されたアラン・ワイルダーが最初に正式メンバーとして参加したアルバム。レコーディングはウルトラヴォックスの初代ボーカリストとして知られるジョン・フォックス所有のスタジオ「The Garden」にて行われた。アランは「トゥー・ミニット・ウォーニング」「変わりゆく風景」の2曲を提供した。マーティン・ゴアは自身が参加したアインシュテュルツェンデ・ノイバウテンのライヴに触発され、インダストリアル・ミュージックをポップ・ミュージックに織り交ぜるというアイデアを提案し、バンドは本作からサンプリングやメタル・パーカッションを導入。より硬質でヘヴィなサウンドへと変化した。全英最高6位を記録。

## 収録曲
特筆ない限り全曲マーティン・ゴアによる作詞作曲
1. ラヴ・イン・イットセルフ / Lve, in Itself - 4:29
2. モア・ザン・ア・パーティ / More than a Party - 4:45
3. パイプライン / Pipeline - 5:54
4. エヴリシング・カウンツ / Everything Counts - 4:20
5. トゥー・ミニット・ウォーニング / Two Minute Warning (アラン・ワイルダー) - 4:13
6. シェイム  / Shame - 3:51
7. 変わりゆく風景 / The Landscape Is Changing (アラン・ワイルダー) - 4:49
8. トールド・ユー・ソー / Told You So - 4:26
9. アンド・ゼン… / And Then... - 5:39

- 4曲目と6曲目はデイヴとマーティンのデュエット

### CD
1. And Then... - 5:39
2. Everything Counts (Reprise) - 1:05 ※隠しトラック

### アメリカ、カナダ版
1. And Then... - 5:40
2. Everything Counts (Long Version) - 7:23

## 参加ミュージシャン
- デイヴ・ガーン - ボーカル
- マーティン・ゴア - キーボード、コーラス、リードボーカル (#3)
- アンディ・フレッチャー - キーボード、コーラス
- アラン・ワイルダー - キーボード、ピアノ